# Polyura rectifascia
Polyura rectifascia är en fjärilsart som beskrevs av Talbot 1920. Polyura rectifascia ingår i släktet Polyura och familjen praktfjärilar. Inga underarter finns listade i Catalogue of Life.